# Shoshong
Shoshong ist ein Ort im Central District in Botswana. Er war als Hauptstadt der Bamangwato einer der größten Orte im südlichen Afrika. 

## Geographie
Im Jahr 2011 hatte Shoshong 9678 Einwohner. Der Ort liegt im Tal des Bonwapitse, einem Nebenfluss des Limpopo. Nördlich und östlich ist Shoshong zum großen Teil von Felswänden umschlossen. Die Siedlungsstruktur ist ländlich. 
Shoshong liegt im Osten des Landes, etwa 40 Kilometer westlich der Stadt Mahalapye.

## Geschichte
In Shoshong siedelten Baphaleng und Bakaa, die Bamangwato lebten in den nahen Hügeln. 1832 besuchte mit David Hume erstmals ein Europäer den Ort. 1849 besiegten die Bamangwato unter Sekgoma I. die Bakaa und legten 1850 Shoshong als neue Hauptstadt fest. Aufgrund der Lage im Tal war der Ort relativ leicht gegen die Ndebele zu verteidigen. 1859 gründete der Lutheraner Heinrich Schulenburg eine Missionsstation in Shoshong, zu der eine Schule gehörte. Die Station befand sich wie der Sitz Sekgomas in einem engen Seitental. Heute wird dieser Teil als Old Shoshong bezeichnet. 1860 wurde der Sohn Sekgomas, Khama III., in Shoshong getauft. 1862 übernahm die London Missionary Society unter John Mackenzie die Station; die Deutschen verließen 1863 Shoshong. Um diese Zeit war die Stadt die größte in weitem Umkreis; die Bevölkerung wurde in den 1860er Jahren auf 30.000 geschätzt.
1875 stürzte Khama III. seinen Vater. Aufgrund des zunehmenden Wassermangels ließ er die Hauptstadt 1890 nach Palapye verlegen. Damit zogen auch die meisten Bewohner dorthin. Ab 1896 wurde der Ort erneut von Bakaa und Baphaleng besiedelt. Zusammen mit den Kgamane verwalten sie heute die insgesamt 68 Wards, in die der Ort aufgeteilt ist.

## Wirtschaft und Infrastruktur
Es wird überwiegend Landwirtschaft betrieben. Eine asphaltierte Straße verbindet Shoshong mit Mahalapye.

## Persönlichkeiten
- Leaname Maotoanong (* 1991), Leichtathlet, geboren in Shoshong